# 小行星3050
小行星3050（3050 Carrera）是一颗绕太阳运转的小行星，为主小行星带小行星。该小行星于1972年7月13日发现。
該小行星以卡雷拉家族的四位成員：哈維拉、胡安·何塞（Juan José）、何塞·米格爾和路易斯命名。

## 轨道参数
小行星3050的轨道半长轴为2.2248211 UA，离心率为0.189。